# Cantó de Givry
El cantó de Givry és un cantó francès del departament de Saona i Loira, situat al districte de Chalon-sur-Saône. Té 17 municipis i el cap és Givry.

## Municipis
- Barizey
- Charrecey
- Châtel-Moron
- Dracy-le-Fort
- Givry
- Granges
- Jambles
- Mellecey
- Mercurey
- Morey
- Rosey
- Saint-Bérain-sur-Dheune
- Saint-Denis-de-Vaux
- Saint-Désert
- Saint-Jean-de-Vaux
- Saint-Mard-de-Vaux
- Saint-Martin-sous-Montaigu

## Història
| Data d'elecció                           | Identitat            | Partit                     | Qualitat |
| ---------------------------------------- | -------------------- | -------------------------- | -------- |
| 1945-1960                                | François Bulle       | RPF, després RI            |          |
| 1960-1973                                | Jean-Baptiste Farizy | Divers droite              |          |
| 1973-1982                                | Émile Voarick        | UDF                        |          |
| 1982-1998                                | Maurice Juillot      | UDF                        |          |
| 1998-                                    | Pierre Voarick       | Divers droite, després UMP |          |
| les dades anteriors no són pas conegudes |                      |                            |          |
|                                          |                      |                            |          |

## Demografia
| A partir de 1990: Població sense dobles comptes |